# Raquel García Hermida-van der Walle
Pour les articles homonymes, voir Garcia, Hermida et van de Walle.
Raquel García Hermida-van der Walle, née le 28 mai 1983 à Madrid, est une femme politique hispano-néerlandaise.
Membre du Parti démocrate 66 (D66), elle devient députée européenne aux élections européennes de 2024 au sein du groupe Renew Europe.

## Situation personnelle
García Hermida-van der Walle grandit à Madrid et étudie le journalisme à l'Université Complutense de Madrid. Durant ses études, elle milite pour le parti politique local Juntos por Pinto, dans la municipalité voisine de Pinto.

## Carrière professionnelle
Après ses études, elle travaille pour plusieurs organisations non gouvernementales et de la société civile, notamment Earth Day Network (États-Unis), Survival International (Espagne) et Stichting AAP (Pays-Bas).
Elle est politiquement active au sein des Démocrates 66 depuis 2018, parti au sein duquel elle est active dans divers comités et départements. De 2019 à 2023, elle est présidente du D66 Fryslân,. Elle remporte le prix Els Borst Network Inspiration Award en 2019, étant candidate au Parlement européen la même année. Avant sa seconde candidature en 2024, elle est directrice de la bibliothèque publique de Hoogeveen.
Alors deuxième candidate sur la liste D66, García Hermida-van der Walle est élue lors des élections européennes de 2024, son parti ayant obtenu 3 sièges. Son mandat débute le 16 juillet 2024,.

### Députée européenne
Depuis sa prise de fonction au Parlement européen, García Hermida-van der Walle siège au sein de la commission du développement régional, et en tant que suppléante au sein de la commission des libertés civiles, de la justice et des affaires intérieures et de la commission des droits des femmes et de l'égalité des genres. Elle est également membre de la délégation du Parlement européen à l'Assemblée parlementaire de l'Union pour la Méditerranée, et membre suppléante de la délégation pour les relations avec les pays du Maghreb et l'Union du Maghreb arabe. Le 3 octobre 2024, García Hermida-van der Walle est élue présidente de la délégation pour les relations avec l'Afghanistan.
En plus de son appartenance à des comités et délégations, García Hermida-van der Walle est membre du conseil d'administration du groupe Spinelli. Le 30 septembre 2024, García Hermida-van der Walle devient rapporteuse au nom du Parlement européen pour la directive européenne anti-corruption.